# Tettnang
Tettnang ist mit rund 20.000 Einwohnern die drittgrößte und mit 71,25 km² die flächengrößte Stadt im Bodenseekreis in Baden-Württemberg. Die Stadt gibt dem Hopfenanbaugebiet Tettnang seinen Namen.

## Geographie

### Lage
Die Stadt liegt im Schussental, neun Kilometer nordöstlich von Friedrichshafen und 13 Kilometer südlich von Ravensburg im Hinterland des Bodensees, etwa 70 Höhenmeter über dem See. Von manchem Standort aus bietet sich daher ein weiter Panoramablick auf das „Schwäbische Meer“ und die Alpenkette, vor allem auf die Berge in Österreich und der Schweiz. Im Südosten des Gemeindegebiets liegt der Tettnanger Teil des landschaftlich geschützten Argentals, in dem sich mehrere Burgruinen und Schlösser befinden. Nur wenige Kilometer östlich von Tettnang beginnen die ersten Ausläufer des Allgäus.

### Klima
|                   | Jan  | Feb  | Mär  | Apr  | Mai   | Jun   | Jul   | Aug   | Sep  | Okt  | Nov  | Dez  |   |      |
|                   |      |      |      |      |       |       |       |       |      |      |      |      |   |      |
| Niederschlag (mm) | 64,3 | 61,2 | 63,2 | 87,6 | 112,6 | 136,8 | 123,3 | 131,5 | 97,9 | 71,1 | 78,8 | 71,7 | Σ | 1100 |

|  |

|  |

|  |

|  |

|  |

|  |

|  |

|  |

|  |

|  |

|  |

|  |

|  |

|  |

|  |

|  |

|  |

|  |

|  |

|  |

|  |

|  |

|  |

|  |

### Stadtgliederung
Zum Stadtbezirk gehören der Stadtteil Bechlingen, die Siedlung Bürgermoos, die Weiler Baumgarten, Bernau, Blumenrain, Brünnensweiler, Büchel, Feurenmoos, Fünfehrlen, Gemertsweiler, Hagenbuchen, Höll, Missenhardt, Moos, Neuhäusle, Neuhalden, Reutenen, Ried, Wagnerberg und Zimmerberg, die Höfe Argenhardt, Oberhof, Schäferhof, Schöneck und Waldhub sowie die Häuser Frohe Aussicht, Irrmannsberg, Kaltenberg und Venushalde.

Daneben gibt es noch drei Ortschaften:
- Kau mit den Wohnplätzen Pfingstweid, Walchesreute und Motzenhaus
- Langnau mit den Dörfern Hiltensweiler, Laimnau und Oberlangnau, den Weilern Apflau, Badhütten, Bleichnau, Busenhaus, Degersee, Dentenweiler, Echetweiler, Gitzensteig, Götzenweiler, Heggelbach, Muttelsee, Oberwolfertsweiler, Rappertsweiler, Rattenweiler, Reichen, Rudenweiler, Saßenweiler, Steinenbach, Unterlangnau, Unterwolfertsweiler, Wellmutsweiler, Wettis, Wielandsweiler, Wiesach und Wolfratz sowie dem Gehöft Hinterberg
- Tannau mit den Weilern Alberweiler, Bachmaier, Baldensweiler, Biggenmoos, Dietmannsweiler, Enzisweiler, Flockenbach, Gebhardsweiler, Herishäusern, Herrgottsweiler, Holzhäusern, Iglerberg, Krumbach, Matzenhaus, Mehrenberg, Notzenhaus, Obereisenbach, Prestenberg, Schierlingen, Schübel, Schwanden, Siggenweiler, Straß, Untereisenbach, Vorderreute, Wiedenbach und Wiesertsweiler sowie den Höfen Burnau, Gesnauwiesen, Hübschenberg, Loderhof, Scheiben, Schletterholz, Stiefel und Ucht.

### Schutzgebiete
Auf dem Gebiet der Stadt Tettnang sind (Stand 31. Oktober 2011) neun Naturschutzgebiete (Argen, Birkenweiher, Buchbach, Hirrensee, Knellesberger Moos, Loderhof-Weiher, Matzenhauser Mahlweiher, Schachried und Wasenmoos), sieben Landschaftsschutzgebiete (darunter Seenplatte und Hügelland südlich der Argen und Nonnenbachtal), zwei flächenhafte und 16 Einzelgebilde-Naturdenkmäler ausgewiesen.

## Geschichte

### Mittelalter
Tettnang wurde unter dem Namen „Tettinanc“ im Jahr 882 in einer in Wasserburg ausgestellten Urkunde des Großbauern Cunzo und des Klosters St. Gallen zum ersten Mal offiziell erwähnt. Diese bestätigte die Übergabe von Land in Cunzos Besitz an das Kloster, um es unter dessen Schutz zu stellen. Der Großbauer durfte das Land gegen Zahlung von Zinsen allerdings weiter nutzen, er hatte darauf auch ein Rückkaufsrecht. Des Weiteren ist von einem Besitz von zwei Huben (Hufen) des Stiftes Lindau zu lesen. Zwischen 1112 und 1154 wurde eine Burg in Tettnang gebaut, die das Zentrum einer neuen Grafschaft Tettnang bildete. Deren Graf Kuno, in zwei Urkunden König Friedrichs I. Barbarossa erwähnt, regte die Ansiedlung der ersten Ministerialen an. Über die Grafschaft Bregenz kam Tettnang an Hugo I., den ersten Grafen von Montfort. Dessen Enkel Hugo III. von Montfort erhielt bei der Teilung der Grafschaft die Gebiete um Tettnang, war also Begründer der sogenannten „Tettnanger Linie“. Er initiierte Ende des 12. Jahrhunderts die Anlegung eines Marktes in Tettnang, da die Lage an der Fernstraße Ulm-Ravensburg-Lindau günstig erschien. Mit der Verleihung des Marktrechts wurde auch ein Gericht notwendig, das in entsprechenden Streitfällen Recht sprechen konnte.
Der Markt war die Grundlage zur Verleihung des Stadtrechts, die in einer am 1. Dezember 1297 durch König Adolf von Nassau ausgestellten Urkunde ihren formalen Abschluss fand. Einen wichtigen Beitrag dazu leistete Hugo VI., der während seines Studiums in Bologna das italienische Stadtrecht studierte, das zu jener Zeit weiter entwickelt war. Das Original der Urkunde ist nicht erhalten, lediglich einige Kopien aus dem 16. und 17. Jahrhundert. Nachdem die Habsburger Adolf von Nassau in der Schlacht bei Göllheim 1298 besiegt und den Königsthron in Besitz genommen hatten, bestätigte König Albrecht I. 1304 das Stadtprivileg Tettnangs. Darüber hinaus erteilte er das Recht auf einen Wochenmarkt. 1309 starb Hugo III.; sein Sohn Wilhelm II. erbte dessen Herrschaftsgebiet und damit auch Tettnang. In dem Thronstreit zwischen Friedrich dem Schönen und Ludwig dem Bayern stellte er sich zunächst auf die Seite der Habsburger, lief 1319 jedoch zu Ludwig über. Daher wurde die Stadt 1322 von dem Habsburger Herzog Leopold belagert und völlig zerstört. 1330 erteilte Kaiser Ludwig ein Privileg die Wehranlagen wiederherzustellen. Nach dem Wiederaufbau sah die Stadt Tettnang einem weiteren Problem entgegen, da viele Tettnanger Bürger in die benachbarten Reichsstädte Lindau, Ravensburg, Buchhorn und Wangen flohen, um sich mehr Rechte und Privilegien zu sichern.
Um dieser Problematik entgegenzuwirken, setzte Heinrich IV. von Montfort 1379 eine städtische Verfassung ein, die mehr Privilegien für die Bürger gewährte. Im Wesentlichen entsprach sie dem Freiheitsbrief der Feldkircher Linie des Hauses Montfort. Sie enthielt die Festsetzung von Steuern, ein neues Erbrecht sowie die Befreiung von fremden Gerichten. In der zweiten Hälfte des 14. Jahrhunderts entstanden verschiedene zeitlich befristete Städtebünde, die den Landfrieden sichern sollten. So gehörte Tettnang unter anderem zum Schwäbischen Städtebund und zum Bund der Bodenseestädte. Das Stadtrecht wurde unter Wilhelm V. zu einem undatierten Zeitpunkt erweitert, um Ruhe und Ordnung des Marktes aufrechtzuerhalten. Aus diesen Entwicklungen sowie der Schaffung von Jahrmärkten resultierte ein wirtschaftlicher Aufschwung, der mit der Belebung des Handels einherging. Nach vielen Streitigkeiten um Grenzen und Rechtsverteilungen mit der Stadt Lindau kam es 1429 zu einem großen Konflikt der beiden Städte, der in einer Belagerung Tettnangs und dem Mord an Wilhelms unehelichem Sohn seinen Höhepunkt fand.

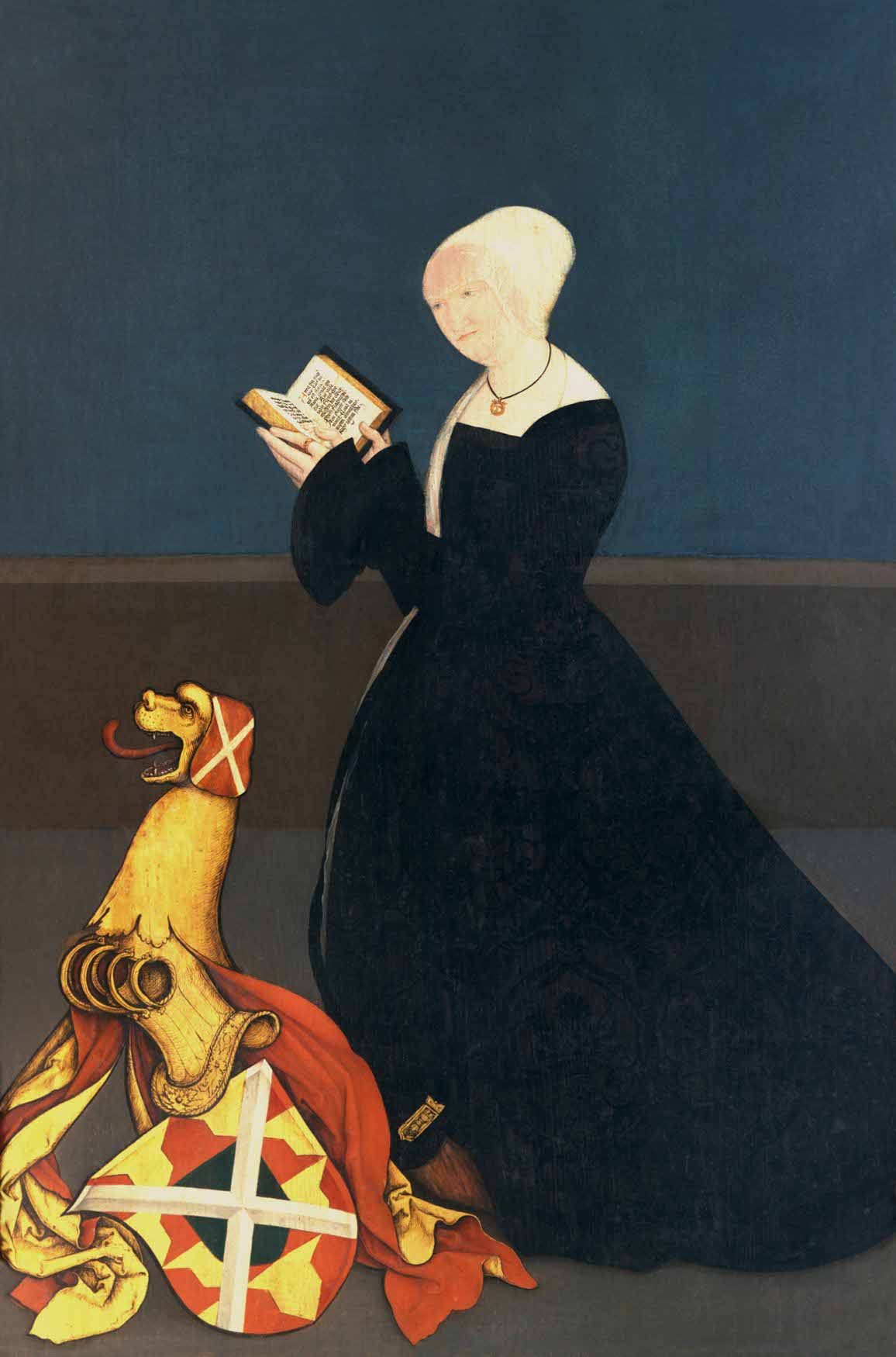
Magdalena von Öttingen

Nach dem Tod Wilhelms V. teilten seine Söhne Montfort in drei Komplexe: Tettnang, Rothenfels mit Wasserburg und Langenargen, sowie Werdenberg mit den rätischen Besitzungen. Ulrich V. (1440–1495) und dessen Sohn Ulrich VII. (1495–1520) widmeten sich daher Tettnang, das Hauptstadt der verkleinerten Grafschaft Montfort-Tettnang geworden war. Mit der Festigung der Rolle eines Bürgerrates, des Bürgermeisters und des Ammanns stabilisierten sie so die städtische Selbstverwaltung. An Kunst interessiert und daher beim Adel hoch geachtet, schufen die beiden das Torschloss und die Pfarrkirche St. Gallus und traten als Auftraggeber des Malers Bernhard Strigel hervor. Auch Kaiser Maximilian I. würdigte den kulturellen Aufschwung durch Besuche 1499 und 1516.

### Frühe Neuzeit und Bauernkrieg
Die Tettnanger Ortschaft Rappertsweiler war im Deutschen Bauernkrieg von 1524/25 Ausgangspunkt der Erhebung im südlichen Oberschwaben. Am 21. Februar 1525 versammelten sich auf dem dortigen Blasenberg rund 8000 Bauern, was wenige Tage später zur Gründung des Seehaufens führte. Die meisten von ihnen waren Untertanen des Grafen Montfort, der sie zuvor um angestammte Rechte lokaler Selbstverwaltung gebracht hatte. In der Folgezeit schlossen sich auch Tettnanger Bürger dem Aufstand an. Nach der weitgehend friedlichen Übergabe mehrerer Schlösser im Argental wurde im März auch das Tettnanger Schloss den Aufständischen übergeben, die Dienstleute der Grafenfamilie mussten einen Eid auf die Bauern ablegen.
Eines der neun Siegel auf dem Weingartener Vertrag, der das Ende des Aufstands in Oberschwaben einläutete, ist jenes der Stadt Tettnang, die damals unter Kontrolle des Seehaufens stand. Der Graf von Montfort, der als Vermittler an den Verhandlungen beteiligt war, gab dem Vertrag ebenfalls sein Siegel. Darüber hinaus werden für den Platz Tettnang die Bauernhauptleute Christian Ruepp, Hans Gerber und Ruedolf Scherer von Tettnang im Vertrag genannt.

### Neuzeit
Nach dem Tod Ulrichs VII. trat eine Besonderheit ein. Für sechs Jahre hatte dessen Frau Magdalena von Öttingen, die als emanzipiert beschrieben wird, die Position der Stadtregentin inne. Nach ihrem Tod belehnte Kaiser Karl V. ihren Neffen Hugo XVI. mit Tettnang. Zur Zeit der Reformation war der Langenargener Urbanus Rhegius besonders in Tettnang tätig, wo er versuchte seine Schriften zu publizieren.
1780 traten die verschuldeten Grafen ihre Besitztümer an Österreich ab. Das Haus Österreich gliederte die Stadt samt der neu gebildeten Reichsgrafschaft Tettnang, die ein geschlossenes Gebiet am mittleren Nordufer des Bodensees bis nach Wasserburg umfasste, den Schwäbischen Vorlanden an. 1805 fiel Tettnang mit dem Pressburger Frieden an das Königreich Bayern, welches das Landgericht Tettnang einrichtete. Von Bayern gelangte Tettnang fünf Jahre später aufgrund des Grenzvertrags von 1810 an das Königreich Württemberg. Nun wurde Tettnang Sitz des neuen württembergischen Oberamts gleichen Namens. 1895 erhielt Tettnang vermittels einer privatwirtschaftlich betriebenen Stichbahn von Meckenbeuren Anschluss an das Schienennetz der Württembergischen Eisenbahn.
Bei der ersten Gemeindewahl zu der Frauen in Tettnang zugelassen waren am 20. Mai 1919 erhielt die Tettnanger Hausfrau Maria Leuthi von der Bürgerliche Wählervereinigung 660 Stimmen und gehörte dem Tettnanger Rat bis 1922 an. Sie war die einzige Gemeinderätin bis 1946.
Durch die Verwaltungsreformen während der NS-Zeit in Württemberg wurde das Oberamt Tettnang 1934 in Kreis Tettnang umbenannt und 1938 in den Landkreis Friedrichshafen überführt. Nach dem Zweiten Weltkrieg kam die Kreisverwaltung 1945 von Friedrichshafen zurück nach Tettnang. Die Stadt war in die Französische Besatzungszone gefallen und wurde somit 1947 dem neu gegründeten Land Württemberg-Hohenzollern zugeordnet, welches 1952 im Land Baden-Württemberg aufging. Der Landkreis Tettnang kam 1973 im Zuge der Landkreisreform zum Bodenseekreis, Tettnang gab die Funktion als Kreisstadt an Friedrichshafen ab.
Bei Tettnang befinden sich die Reste folgender Burgen: Ruine Altsummerau, Burg Drachenstein und Burgrest Neusummerau.

### Eingemeindungen
- 1. Mai 1972: Tannau
- 1. September 1972: Langnau
- 1975: Kau

### Einwohnerentwicklung
| Jahr      | 1450  | 1823 | 1848   | 1895 | 1960 | 1970 | 1990   | 1995   | 2000   | 2005   | 2010   | 2015   | 2020   | 2023   | 2024   |
| --------- | ----- | ---- | ------ | ---- | ---- | ---- | ------ | ------ | ------ | ------ | ------ | ------ | ------ | ------ | ------ |
| Einwohner | ~ 650 | 1325 | ~ 1400 | 2492 | 7115 | 9000 | 16.251 | 16.614 | 17.432 | 18.323 | 18.806 | 18.975 | 19.589 | 20.682 | 20.843 |

### Religionen
Zur Zeit der Stadterhebung erlebte Tettnang auch einen religiösen Aufschwung. Neben dem Leutpriester Gerboldus, der 1246 das erste Mal erwähnt wird, bestimmte Hugo III. seinen Sohn Hugo IV. für die geistliche Laufbahn. Diesem Beispiel folgten auch einige Ministeriale.
Neben der römisch-katholischen Kirche und der evangelischen gibt es in Tettnang auch eine neuapostolische Kirche, Zeugen Jehovas und eine freie Christengemeinde.

### Etymologie
Der Name Tettnang ist aus zwei Komponenten zusammengesetzt. Tetto war ein Adeliger, dessen Name in St. Galler Urkunden mehrfach nachgewiesen ist. Der zweite Teil wang ist die frühere Bezeichnung für ein Feldstück. So meint Tettnang also ein Feldstück des Tetto. Bei der Ersterwähnung 882 wurde der Ort Tetinanc genannt, 1297 tauchte der Name Dethenan auf. Umgangssprachlich wandelte er sich über Tetlang hin zur heutigen Form.

## Politik

### Gemeinderat
In Tettnang wird der Gemeinderat nach dem Verfahren der unechten Teilortswahl gewählt. Dabei kann sich die Zahl der Gemeinderäte durch Überhangmandate verändern. Der Gemeinderat besteht aus den 28 gewählten ehrenamtlichen Gemeinderäten und der Bürgermeisterin als Vorsitzende. Die Bürgermeisterin ist im Gemeinderat stimmberechtigt.
Die Kommunalwahl am 9. Juni 2024 führte zu folgendem Ergebnis.
| Parteien und Wählergemeinschaften | Parteien und Wählergemeinschaften           | % 2024 | Sitze 2024 | % 2019  | Sitze 2019 | Kommunalwahl 2024 %403020100 36,45 % (+9,15 %p)38,64 % (+3,94 %p)14,83 % (−6,47 %p)6,24 % (−0,56 %p)3,84 % (−2,66 %p)keine % (−3,3 %p) FWCDUGrüneSPDFDPSonst.20192024 |
| FW                                | Freie Wähler                                | 36,45  | 10         | 27,3    | 7          | Kommunalwahl 2024 %403020100 36,45 % (+9,15 %p)38,64 % (+3,94 %p)14,83 % (−6,47 %p)6,24 % (−0,56 %p)3,84 % (−2,66 %p)keine % (−3,3 %p) FWCDUGrüneSPDFDPSonst.20192024 |
| CDU                               | Christlich Demokratische Union Deutschlands | 38,64  | 11         | 34,7    | 8          | Kommunalwahl 2024 %403020100 36,45 % (+9,15 %p)38,64 % (+3,94 %p)14,83 % (−6,47 %p)6,24 % (−0,56 %p)3,84 % (−2,66 %p)keine % (−3,3 %p) FWCDUGrüneSPDFDPSonst.20192024 |
| GRÜNE                             | Bündnis 90/Die Grünen                       | 14,83  | 4          | 21,3    | 5          | Kommunalwahl 2024 %403020100 36,45 % (+9,15 %p)38,64 % (+3,94 %p)14,83 % (−6,47 %p)6,24 % (−0,56 %p)3,84 % (−2,66 %p)keine % (−3,3 %p) FWCDUGrüneSPDFDPSonst.20192024 |
| SPD                               | Sozialdemokratische Partei Deutschlands     | 6,24   | 2          | 6,8     | 2          | Kommunalwahl 2024 %403020100 36,45 % (+9,15 %p)38,64 % (+3,94 %p)14,83 % (−6,47 %p)6,24 % (−0,56 %p)3,84 % (−2,66 %p)keine % (−3,3 %p) FWCDUGrüneSPDFDPSonst.20192024 |
| FDP                               | Freie Demokratische Partei                  | 3,84   | 1          | 6,5     | 2          | Kommunalwahl 2024 %403020100 36,45 % (+9,15 %p)38,64 % (+3,94 %p)14,83 % (−6,47 %p)6,24 % (−0,56 %p)3,84 % (−2,66 %p)keine % (−3,3 %p) FWCDUGrüneSPDFDPSonst.20192024 |
| Sonst.                            | Sonstige                                    | –      | –          | 3,3     | 0          | Kommunalwahl 2024 %403020100 36,45 % (+9,15 %p)38,64 % (+3,94 %p)14,83 % (−6,47 %p)6,24 % (−0,56 %p)3,84 % (−2,66 %p)keine % (−3,3 %p) FWCDUGrüneSPDFDPSonst.20192024 |
| gesamt                            | gesamt                                      | 100,0  | 28         | 100,0   | 24         | Kommunalwahl 2024 %403020100 36,45 % (+9,15 %p)38,64 % (+3,94 %p)14,83 % (−6,47 %p)6,24 % (−0,56 %p)3,84 % (−2,66 %p)keine % (−3,3 %p) FWCDUGrüneSPDFDPSonst.20192024 |
| Wahlbeteiligung                   | Wahlbeteiligung                             | 62,6 % | 62,6 %     | 63,32 % | 63,32 %    | Kommunalwahl 2024 %403020100 36,45 % (+9,15 %p)38,64 % (+3,94 %p)14,83 % (−6,47 %p)6,24 % (−0,56 %p)3,84 % (−2,66 %p)keine % (−3,3 %p) FWCDUGrüneSPDFDPSonst.20192024 |

### Bürgermeister
Das Amt des Bürgermeisters ist 1469 zum ersten Mal erwähnt. Der Bürgermeister wurde auf Vorschlag des Ammanns jedes Jahr aufs Neue von den Bürgern gewählt und arbeitete Hand in Hand mit dem Rat, der als Verwaltungs- und Gerichtsorgan diente. Er trat auch als Stellvertreter des Ammanns auf und nahm Aufgaben der Judikative wahr. Der erste namentlich erwähnte Bürgermeister ist erst aus dem Jahre 1537 überliefert – die Vorgänger Hans Gerbers „unterzeichneten“ Urkunden noch mit dem Siegel (so handhabten es offenbar auch spätere Amtsinhaber, weshalb deren Chronologie Lücken aufweist).
Bürgermeisterin ist seit dem 1. Juni 2023 Regine Rist. Sie wurde am 2. April 2023 mit 62,2 Prozent der Stimmen gewählt. Rist folgte Bruno Walter (CDU) nach, der von 2007 bis 2023 amtierte. Von 1991 bis 2007 war Harald Meichle Bürgermeister von Tettnang.

### Verwaltungsgemeinschaft
Mit Wirkung zum 1. Januar 1975 schloss die Stadt eine Vereinbarte Verwaltungsgemeinschaft mit der Gemeinde Neukirch.

### Wappen
| Wappen von Tettnang | Blasonierung: „In Silber ein rechtsspringender schwarzer Hund mit roter Zunge, goldenem Halsband und goldenem Ring daran.“ |
| Wappen von Tettnang | Wappenbegründung: Die Herkunft des Wappens der Stadt Tettnang ist nicht eindeutig geklärt. Das Wappentier, ein springender Hund mit Halsband, befand sich auch auf Siegeln der Grafen von Montfort, deren Abdrücke aus dem 15. Jahrhundert erhalten sind. Dieser Bezug sowie die Bedeutung des Wappens sind jedoch umstritten. Verwunderlich ist vor allem, dass das Wappen der damals bedeutendsten Kommune innerhalb der Grafschaft Montfort nicht deren dreilatzige rote Fahne enthält, wie es zum Beispiel Tettnangs Ortsteile tun. |

### Beziehungen zu anderen Städten

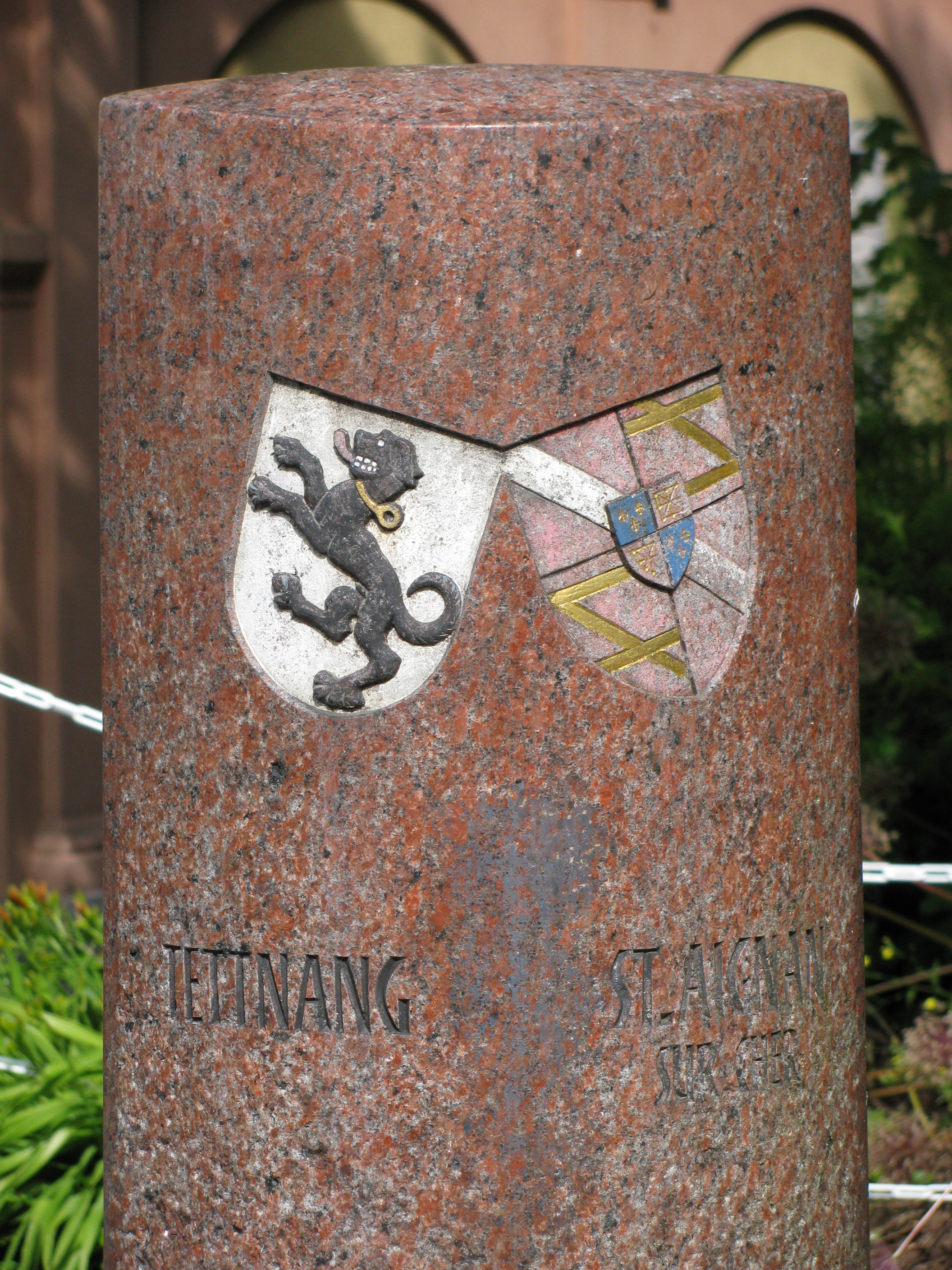
Gedenkstein „Städtepartnerschaft Tettnang-Saint-Aignan-sur-Cher“

- Die Städtefreundschaft mit der Stadt Omagari in der japanischen Präfektur Akita entstand Ende der 1980er Jahre, weil diese für ihre Hopfenkultur einen Partner in Deutschland suchte. Eine derartige Expertise war aufgrund des Tettnanger Hopfenanbaues vorhanden. Durch die Vermittlung des früheren Ministers für Bundesangelegenheiten Eduard Adorno fanden 1978 und 1979 erste Besuche des Bürgermeisters von Omagari, Genosuke Mogami, in Tettnang statt. Sein Nachfolger unterzeichnete anlässlich der 1100-Jahr-Feier Tettnangs am 13. Juni 1983 eine Freundschaftsurkunde. Bis ins Jahr 1994 fanden weitere Besuche und Jugendreisen statt. Diese brachen jedoch aufgrund der großen Entfernung und des schwierigen Zugangs zur japanischen Sprache ab. Dennoch besteht weiterhin eine Zusammenarbeit in den Bereichen Hopfenverarbeitung und Elektroindustrie. Andere Quellen nennen 1989 als Jahr des Beginns dieser Partnerschaft.[19]
- Nach zunächst privaten und darauf folgenden offiziellen Kontakten wurde am 15. September 1991 in Tettnang eine Partnerschaftsurkunde mit der französischen Stadt Saint-Aignan-sur-Cher unterzeichnet mit dem Ziel einer Verbesserung der deutsch-französischen Freundschaft. Im Zuge der Unterzeichnung fanden Ausstellungen über die jeweiligen Partnerstädte statt. Mit Saint-Aignan besteht die einzige offizielle Städtepartnerschaft Tettnangs.
- Nach der Wiedervereinigung Deutschlands übernahm Tettnang 1990 eine Patenschaft im Sinne einer Partnerschaft für die sächsische Stadt Oelsnitz/Vogtl..

## Wirtschaft und Infrastruktur
Bis nach dem Zweiten Weltkrieg war die Gegend um Tettnang ländlich geprägt, die Region ist noch immer ein bedeutendes Obst- und Hopfenanbaugebiet.
Auch das lokale Handwerk blickt auf eine lange Tradition zurück; in jüngerer Zeit hat das Gewerbe sogar noch an Bedeutung zugenommen. Zudem haben sich inzwischen einige Industriebetriebe verschiedener Branchen angesiedelt. Tettnang entwickelt sich insbesondere mit Hightech-Firmen wie den Sensorherstellern ifm electronic und Wenglor immer mehr zur Elektronikstadt. Zusätzlich befand sich die Firmenzentrale des IT-Sicherheitsunternehmen Avira in Tettnang.
Der Outdoorbekleider Vaude ist ebenfalls in Tettnang (Obereisenbach) ansässig.
Die Energieversorgung erfolgt durch das Regionalwerk Bodensee.

### Ansässige Unternehmen
- Avira Holding GmbH & Co. KG, IT-Sicherheitsunternehmen und Hersteller der Sicherheitssoftware „Avira Antivirus“ (inzwischen Teil der Gen-Digital-Gruppe, nur noch wenige Mitarbeiter in Tettnang[20])
- ifm electronic gmbh, Hersteller von Sensoren, Bussystemen und Komponenten der Steuerungstechnik
- Vaude GmbH & Co. KG, Hersteller von Bergsportausrüstung
- Volksbank Bodensee-Oberschwaben eG, Finanzdienstleistungen
- Wenglor sensoric, Sensor- und Bildverarbeitungstechnologien
- Die Oberamtssparkasse Tettnang ist in der Sparkasse Bodensee aufgegangen.

### Verkehr
Tettnang liegt an der Bundesstraße 467 von Ravensburg nach Kressbronn.
Die Stadt ist durch mehrere Buslinien unter anderem mit Friedrichshafen, Meckenbeuren, Ravensburg sowie Wangen im Allgäu verbunden und gehört dem Bodensee-Oberschwaben Verkehrsverbund (bodo) an. Im Bereich der Kernstadt existiert zudem ein Stadtbusnetz, bestehend aus drei Linien, die am Bärenplatz zusammenlaufen und im Halbstundentakt verkehren. Die drei zugehörigen Fahrzeuge sind in der jeweiligen Linienfarbe lackiert und werden am Wochenende für regionale Freizeitfahrten vermietet.
Die Bahnstrecke Meckenbeuren–Tettnang wurde 1995 geschlossen. Sie war bei der Eröffnung 1895 die erste elektrisch betriebene normalspurige Nebenbahn Deutschlands.
Durch Tettnang führt der Oberschwaben-Allgäu-Radweg. Er ist eine Rundstrecke über Ulm und Tettnang. Er verbindet Tettnang über Meckenbeuren und Oberteuringen mit Markdorf und in der anderen Richtung über Neukirch mit Wangen im Allgäu. 
Der Donau-Bodensee-Radweg führt von Ulm über Neukirch und Oberlangnau nach Kressbronn.
Bahn- und Fluganbindungen bestehen in Meckenbeuren und Friedrichshafen.

### Wanderwege
Durch das Stadtgebiet Tettnangs verlaufen die erste und zweite Etappe des Jubiläumswegs Bodenseekreis, ein 111 Kilometer langer Wanderweg, der 1998 zum 25-jährigen Bestehen des Bodenseekreises ausgeschildert wurde. Er führt über sechs Etappen durch das Hinterland des Bodensees von Kressbronn über Neukirch, Meckenbeuren, Markdorf, Heiligenberg und Owingen nach Überlingen.
Neben weiteren regionalen und einigen überregionalen Wanderwegen, unter anderem Main-Donau-Bodensee-Weg (HW 4) und Heuberg-Allgäu-Weg (HW 9), verläuft auch der von Brochenzell herführende, östliche Zweig des Oberschwäbischen Jakobwegs durch Tettnang. Nach Gießenbrücke und Atlashofen führt die Route bis zur St. Jakobus-Kapelle im bayerischen Nonnenhorn.
← Vorhergehender Ort: Meckenbeuren | Tettnang | Nächster Ort: Gießenbrücke →

Ulmer Münster |
Ulm |
Grimmelfingen |
Einsingen |
Erbach |
Donaurieden |
Oberdischingen |
Ersingen |
Rißtissen |
Untersulmetingen |
Obersulmetingen |
Schemmerberg |
Äpfingen |
Laupertshausen |
Mettenberg |
Biberach an der Riß |
Reute |
Grodt |
Muttensweiler |
Steinhausen |
Wallfahrtskirche Steinhausen |
Winterstettenstadt |
Bad Waldsee |
Bergatreute |
Weingarten |
Ravensburg |
Brochenzell
Östliche Route:
Meckenbeuren |
Tettnang |
Gießenbrücke |
Heiligenhof |
Atlashofen |
Hüttmannsberg |
Gattnau |
Arensweiler |
Selmnau |
Hattnau |
Nonnenhorn
Westliche Route:
Rammetshofen |
Unterteuringen |
Hepbach |
Leimbach |
Möggenweiler |
Markdorf |
Meersburg |
Bodensee |
Staad |
Konstanz |
Konstanzer Münster

### Öffentliche Einrichtungen

#### Amtsgericht
Das Amtsgericht Tettnang befindet sich im Neuen Schloss. Es gehört zum Landgerichtsbezirk Ravensburg und damit zum Oberlandesgerichtsbezirk Stuttgart. Sein örtlicher Zuständigkeitsbereich erstreckt sich über die Gemeinden Immenstaad, Friedrichshafen, Eriskirch, Langenargen, Kressbronn, Meckenbeuren, Neukirch und Tettnang selbst. Das Rathaus befindet sich im alten Schloss.

#### Stadtbücherei
Die erste Idee, eine Stadtbücherei in Tettnang zu errichten, entstand unter Bürgermeister Viktor Grasselli im Jahr 1975. Die Standortsuche gestaltete sich kompliziert, bis die Stadt in den Besitz eines Gebäudes in der Schloßstraße kam. Auf Empfehlung des Denkmalamtes Tübingen wurde der Architekt Edgar Dick mit der Planung beauftragt. Da er 1985 überraschend verstarb, führte Sebastian Geiger die Arbeiten fort. Er beschreibt den Bau folgendermaßen:

„Licht, Helligkeit, freundliche Atmosphäre. Dies ist der erste Eindruck den wir beim Betreten der Stadtbücherei gewinnen.“

Dieser Eindruck entsteht vor allem durch die Glasfronten, die halboffenen Stockwerke und viele Ein- und Durchblicke. Offiziell wurde die Bücherei am 15. Oktober 1989 eröffnet. Sie bietet seitdem neben dem Verleih von Büchern auch kulturelle Programme durch Kinder- und Jugendarbeit sowie durch Ausstellungen regionaler Künstler.

### Bildungseinrichtungen
Mit der Elektronikschule Tettnang hat sich über Jahrzehnte ein Ausbildungszentrum für technische Berufe etabliert mit den Schwerpunkten Elektrotechnik und Informationstechnik. Geboten wird eine Berufsfachschule, eine Berufsschule, ein Berufskolleg, eine Fachschule und die Technische Oberschule. Die Schillerschule wurde 1953 erbaut und ist heute eine Grundschule mit Grundschulförderklasse und Hort.
Außerdem gibt es auf dem Gemeindegebiet fünf Grundschulen, zwei Hauptschulen, eine Realschule, das Montfort-Gymnasium (MGTT) sowie mit der Uhlandschule eine Förderschule.

## Kultur und Sehenswürdigkeiten
Tettnang liegt an der Hauptroute der Oberschwäbischen Barockstraße.

### Museen
Das Stadtmuseum stellt die Stadtgeschichte Tettnangs dar. Es wurde 1955 vom Stadtarchivar Alex Frick unter dem Namen Montfort-Museum als kleines Heimatmuseum gegründet, das seinen Schwerpunkt auf die Grafen von Montfort legte. Nachdem viele Dokumente und Funde gesammelt worden waren, eröffnete das Museum 1961 im Torschloss erstmals als Dauerausstellung. Trotz der Vergrößerung der Ausstellungsfläche wurde es nur spärlich eingerichtet. Daher sank die Besucherzahl auf circa 300 Besucher im Jahr. Zum 700. Jahrestag der Stadtrechtsverleihung 1997 wurde das Gebäude komplett saniert und neu eingerichtet. Außerdem wurde eine neue Konzeption für das Montfort-Museum erstellt, die es attraktiver gestalten sollte. Während der Renovierungsmaßnahmen entdeckten Handwerker Fresken aus der Renaissance, die daraufhin restauriert wurden und heute eine der Hauptattraktionen des Museums bilden. Weiterhin existiert ein Kuriositätenkabinett, ein Raum, der der Schützentradition gewidmet ist, und einer, der Aspekte der kirchlichen Geschichte aufzeigt.
Im Umfeld der Elektronikschule gründete sich 2002 ein Förderverein, der das Elektronikmuseum Tettnang unterhält. Das Museum besitzt zahlreiche Exponate sowohl zu den in Tettnang gewachsenen Elektronikunternehmen als auch zur Geschichte elektronischen Rechnens und zur Ton- und Bildspeicherung. Es ist im Torschloss in Tettnang untergebracht und zusammen mit dem Montfort-Museum geöffnet.
Das Tettnanger Hopfenmuseum zeigt die über 150-jährige Geschichte des Tettnanger Hopfenanbaus: Alte Geräte und Maschinen, lebensecht dargestellte Szenen vom Arbeiten und Leben im Hopfengarten. Vom Museum führt der etwa vier Kilometer lange Tettnanger Hopfenpfad bis zu Kronenbrauerei. Unter dem Motto „vom Bauer zum Brauer“ werden Wanderer und Radfahrer durch entlang des Weges aufgestellte Informationstafeln in die Geheimnisse und Besonderheiten des Hopfenanbaus und des Bierbrauens eingeweiht.

### Sport
Größter Sportverein ist der TSV 1848 Tettnang e. V. mit derzeit rund 2.700 Mitgliedern.

### Bauwerke

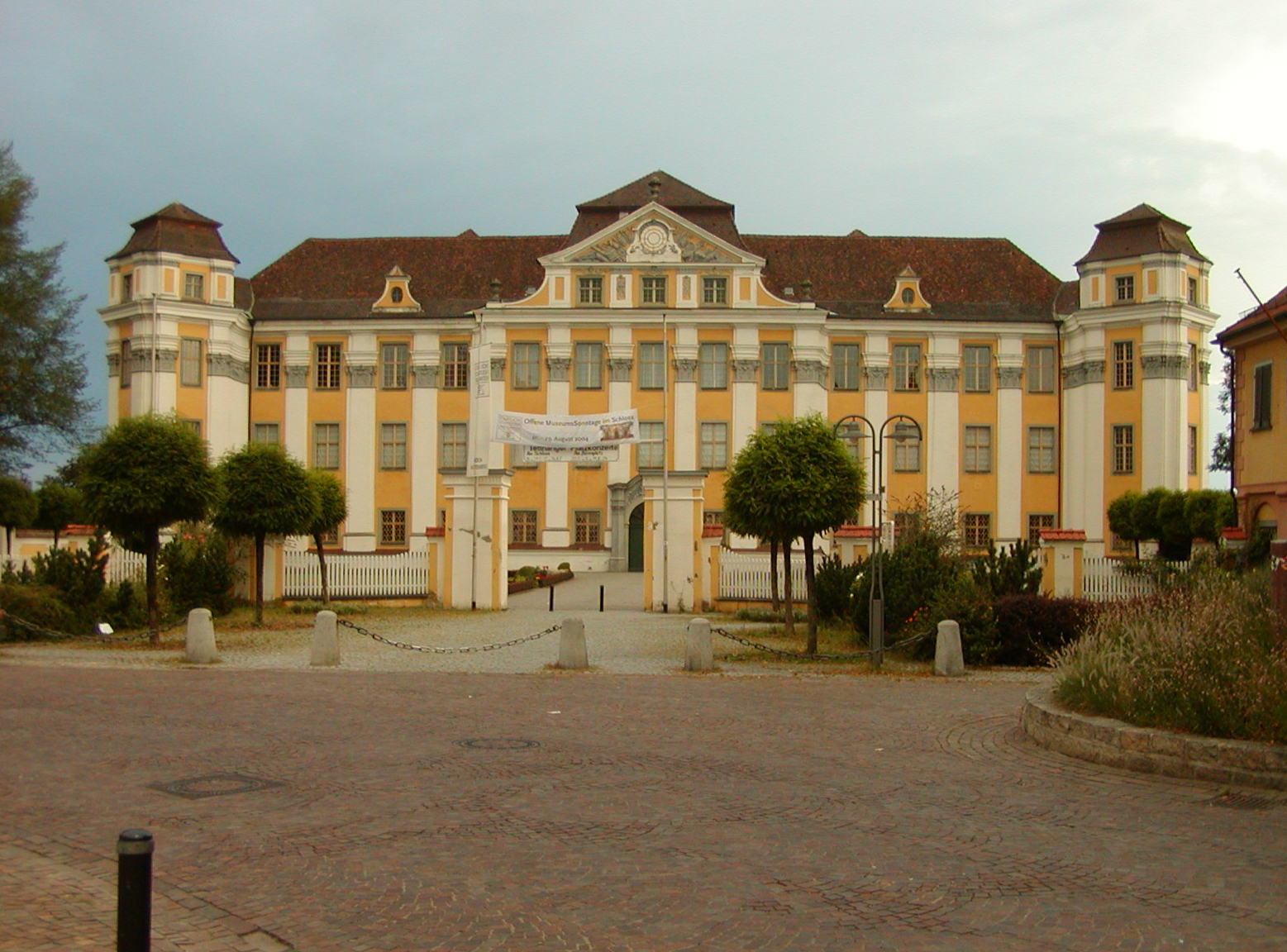
Das Neue Schloss

Das Neue Schloss ist eines der drei Schlösser Tettnangs. Graf Anton III. von Montfort beauftragte im Jahr 1712 den Architekten Christoph Gessinger, Benediktiner-Frater aus Isny, einen Entwurf eines neuen Schlosses zu erstellen. Aufgrund einer großen Schuldenlast wurden die Arbeiten, die nahezu vollendet waren, nach Graf Antons Tod 1733 eingestellt. Bei einem Brand 1753 wurde ein großer Teil der Fassaden und der Innendekoration beschädigt. Die Restaurierungsarbeiten, die bis 1770 dauerten, wurden vor allem durch die finanzielle Hilfe Österreichs möglich. Den künstlerischen Rang verdankt das neue Schloss den Stuckateuren und Malern Joseph Anton Feuchtmayer, Käte Schaller-Härlin und Andreas Moosbrugger. Baumeister der dem Rokoko zuzuordnenden Arbeiten war Jakob Emele. Nach dem Übergang des Landes an Österreich wurde die Innenausstattung des neuen Schlosses veräußert. Das in bürgerlichen Besitz gelangte Schloss wurde erst in den Jahren 1960 bis 1982 restauriert und ist seit 1997 weitgehend der Öffentlichkeit zugänglich.
Erste Zeugnisse einer dem Heiligen Gallus geweihten Kirche finden sich bereits in den ersten Urkunden der Stadt Tettnang. Aus dem Neubau zwischen 1410 und 1450 ist heute noch der gotische Turm zu sehen. Das heutige Kirchenschiff der Pfarrkirche St. Gallus entstand im Jahr 1860, als der barocke Vorgängerbau abgerissen wurde. Nach Beschädigungen im Zweiten Weltkrieg wurde die Kirche in den 60er Jahren und 1990/91 grundlegend renoviert und mit neuen Kunstwerken ausgestattet.
Die Loretokapelle Tettnangs, die älteste dieser Art in Baden-Württemberg, befindet sich in der nach ihr benannten Straße im Süden der Altstadt. Auftraggeberin für die Votivgabe war Gräfin Euphrosina von Montfort. Der Bau begann 1624 und wurde mit der Weihe 1627 vollendet. 1902 wurde das Gebäude durch eine Empore erweitert. Zur Innenausstattung gehört ein neuromanischer Altar, auf dem sich eine 1,4 m große Madonnenfigur aus dem 17. Jahrhundert befindet. Diese kann anlässlich von Festen mit unterschiedlichen Gewändern bekleidet werden. In zwei Nischen stehen Statuen des heiligen Dominikus und der heiligen Theresa von Avila. Die Kapelle wurde nach ihrem Bau zunächst für Messen genutzt, später in eine Rosenkranzkapelle umfunktioniert. Ende des 19. Jahrhunderts beherbergte das Mesnerhaus eine Kleinkinderschule; heute wird das Gotteshaus nur für besondere Anlässe wie Goldene oder Silberne Hochzeiten verwendet.
Die St.-Anna-Kapelle ist das älteste sakrale Gebäude der Stadt. Sie wurde im Jahr 1513 von Graf Ulrich VII. von Montfort gestiftet. 1812 wurde sie von der Kirchenpflege an den Essigfabrikanten Fidel Schmid für 226 Gulden verkauft, um den Turm der Pfarrkirche St. Gallus neu zu decken. In der Folgezeit verschlechterte sich der Zustand der Kapelle immer mehr, bis sie 1971 neu eingerichtet und restauriert wurde. Seither wird die Kapelle wieder für regelmäßige Gottesdienste genutzt. Auffällig am Bau ist, dass der Kapelle ein Glockenturm fehlt. Die Decke besteht aus einem spätgotischen Netzrippengewölbe, im Innenraum befinden sich eine Wappengalerie des Hauses Montfort, Gemälde des Stifterehepaares sowie eine Empore, auf der eine Orgel platziert ist.

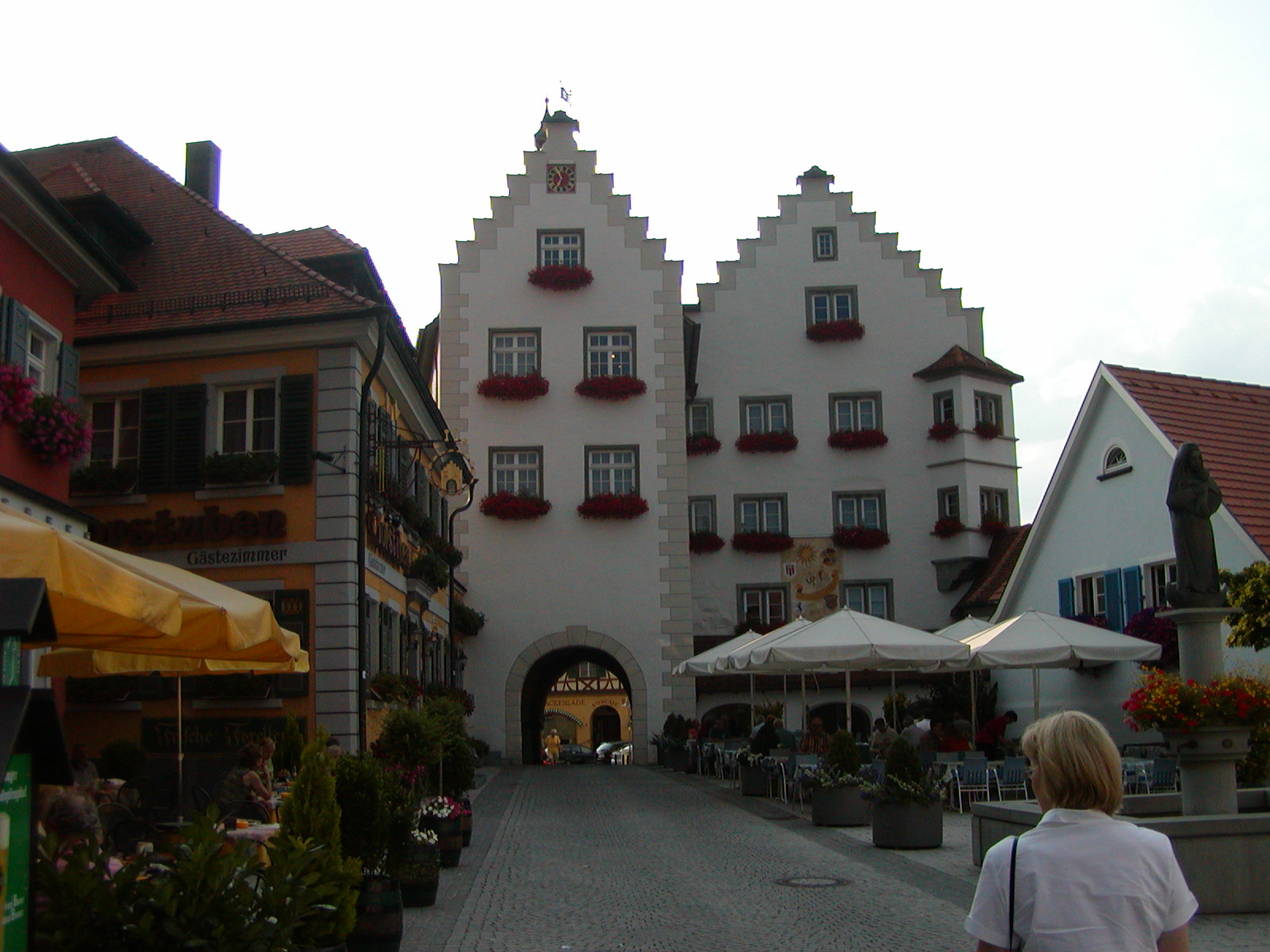
Torschloss
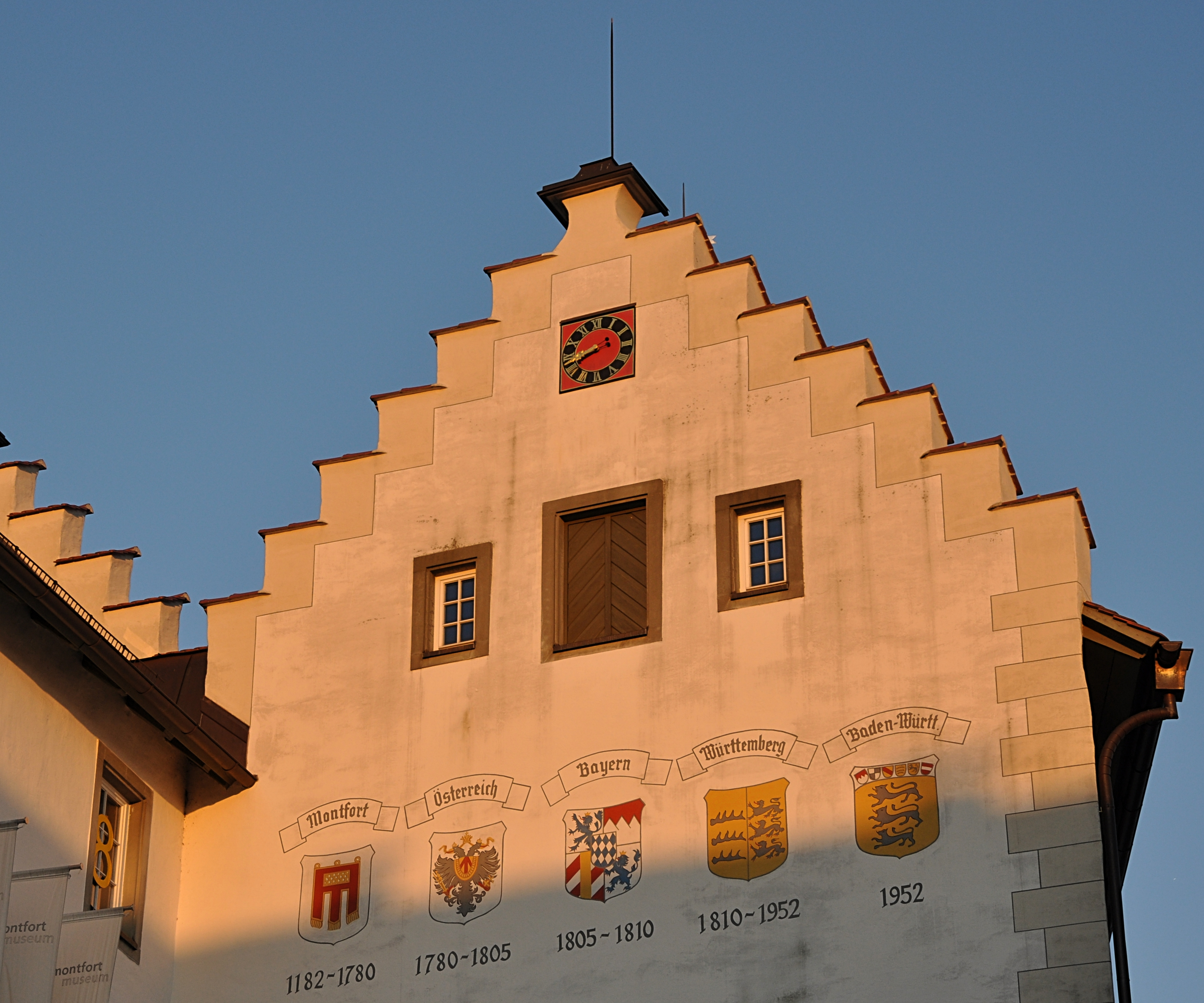
Wappen am Torschloss
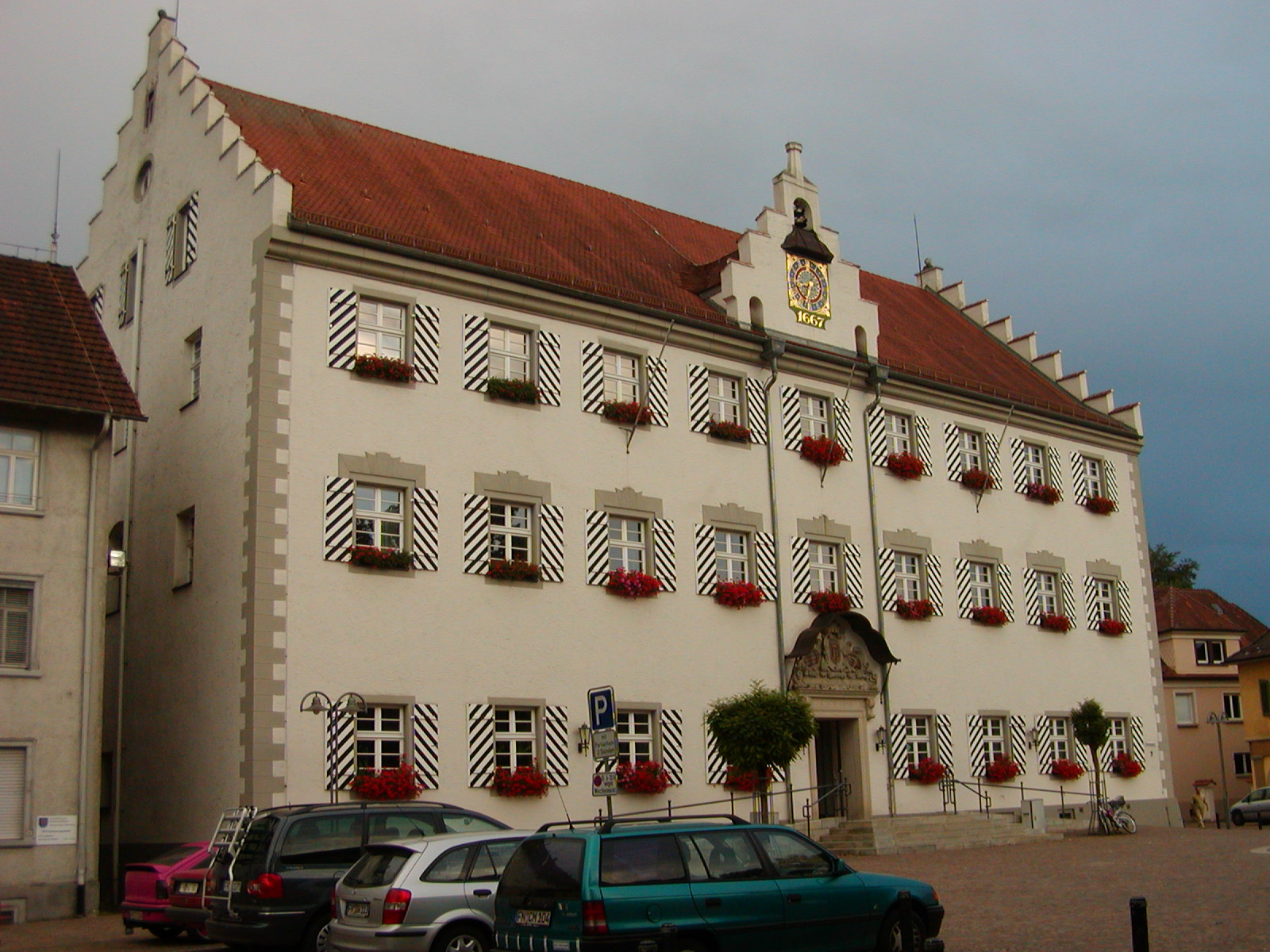
Rathaus (Altes Schloss)
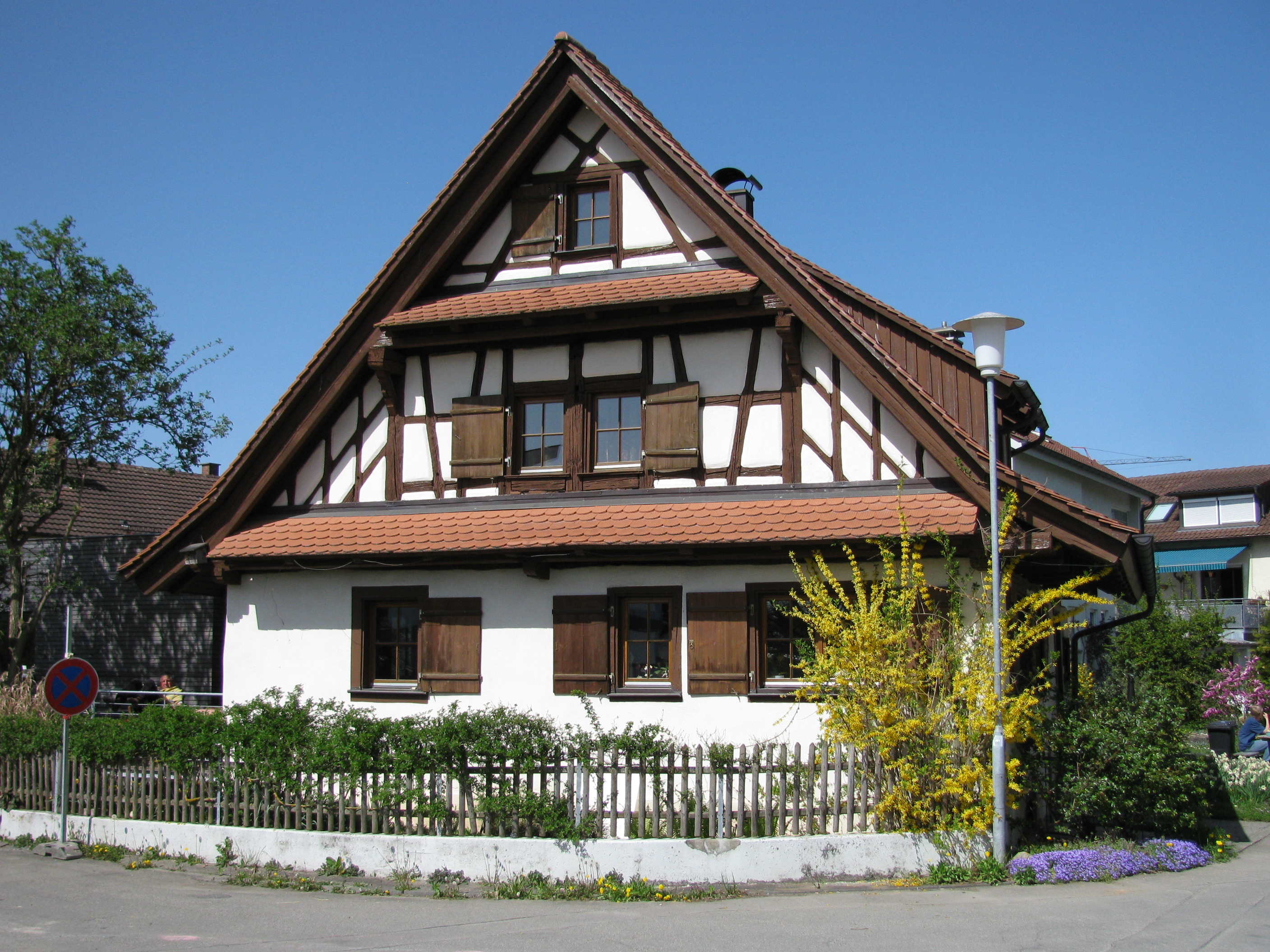
Ehem. Leprosenhaus
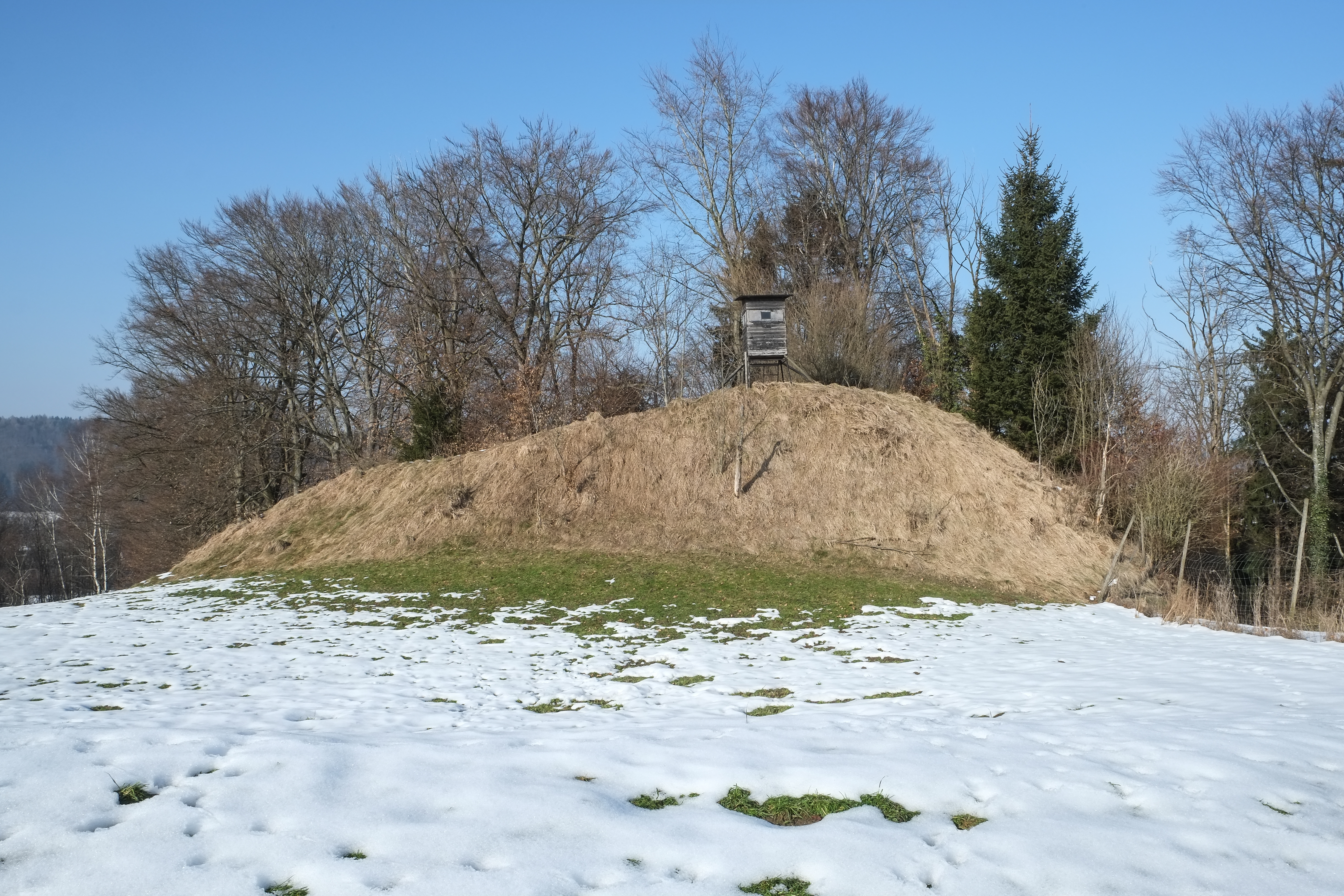
Burgstall Davidskäpfle

- Torschloss: Die Grafen von Montfort residierten in dem 1464 erbauten Schloss
- Altes Schloss: Das von Michael Kuen ab 1667 erbaute Alte Schloss dient heute als Rathaus.
- „Hopfenburg“ des Hofguts Kaltenberg (monumentales Ökonomiegebäude zur Hopfentrocknung, erbaut in den 1860er Jahren)
- Burgstall Davidskäpfle

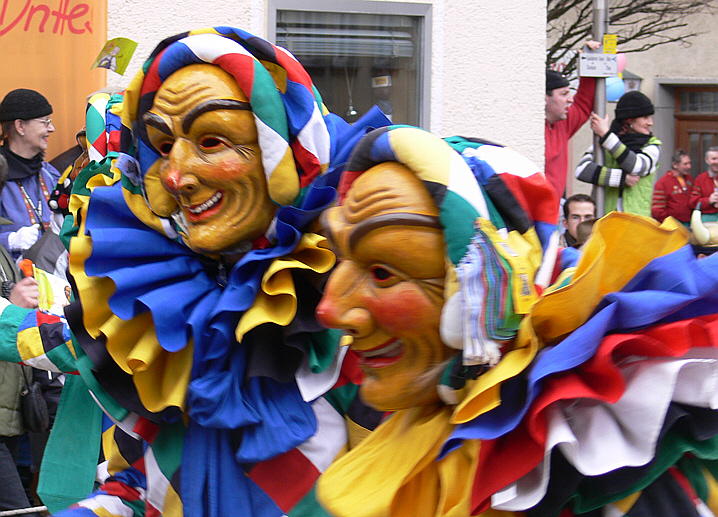
Narrenfigur Gätterlet der „Narrenzunft Tettnang“

Seit 2008 geben Informationstafeln an mehr als vierzig historisch interessanten Gebäuden in Tettnangs Stadtgebiet und den umliegenden Ortschaften Aufschluss über deren Geschichte. Gemeinsam mit Stadtverwaltung, Stadtarchiv und dem Tourist-InfoBüro hat der Förderkreis Heimatkunde zum Beispiel Bürger- und Bauernhäuser, das ehemalige Kloster in Langnau, das Pfarrhaus in Hiltensweiler, das Gut Kaltenberg, die Ober- und Riedmühle sowie Kirchen und Kapellen ausgewählt. Hier erhalten Bürger und Touristen Informationen zu den Gebäuden und der Tettnanger Stadtgeschichte.

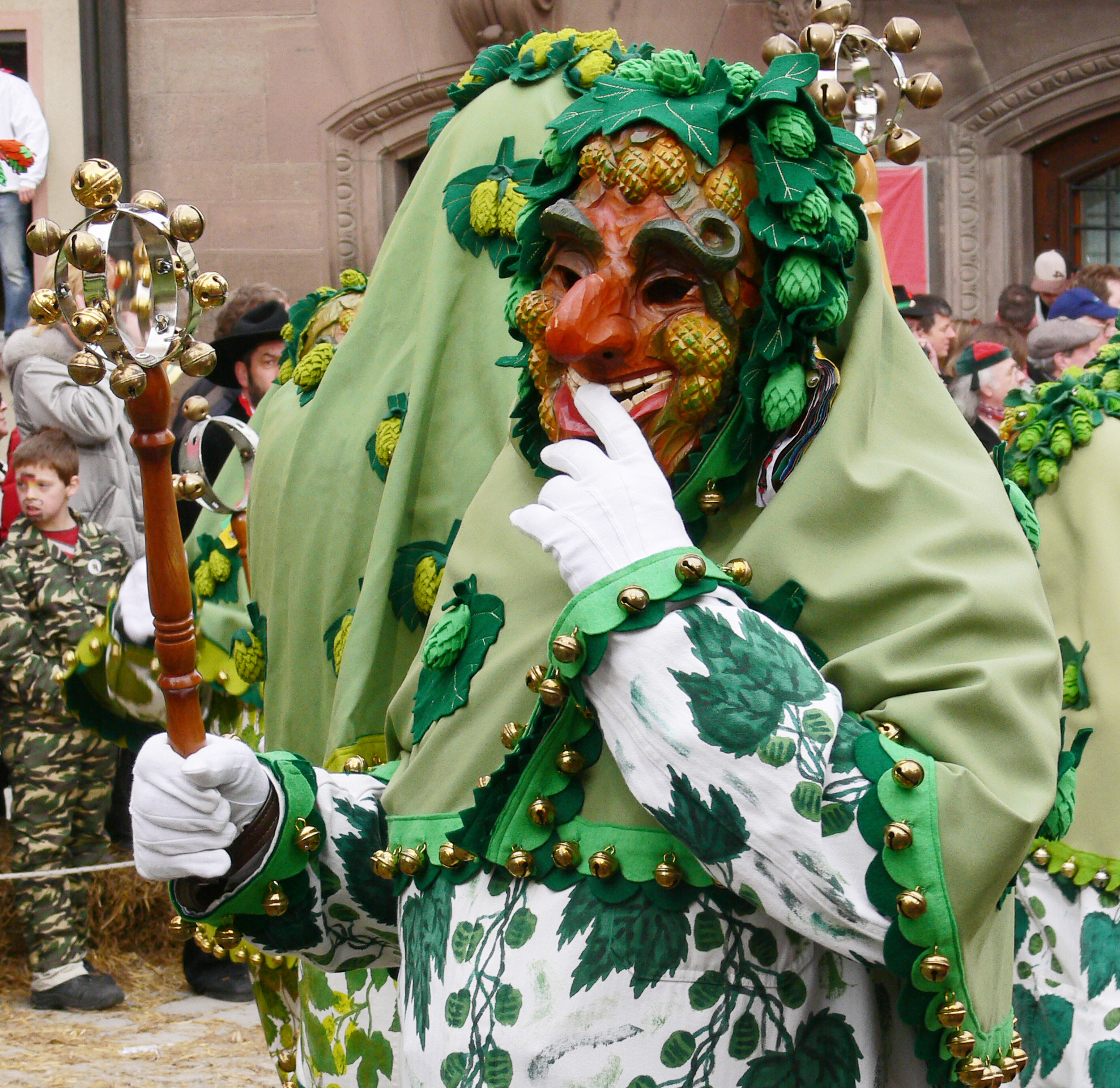
Hopfennarr der „Narrenzunft Tettnang“

Gegründet wurde der Förderkreis 1980; derzeitiger Vorsitzender ist Gisbert Hoffmann.

### Regelmäßige Veranstaltungen
Das Montfortfest, das jeweils am ersten Wochenende im Juli stattfindet, ist das Heimatfest der Stadt Tettnang. Es wurde 1949 eingeführt als Kinder- und Hopfenfest, Nachfolger der Tettnanger Heimatwochen. Höhepunkte der Veranstaltung sind der Festzug, an dem neben verkleideten Schülergruppen und Vereinen vor allem zahlreiche Reitergespanne teilnehmen, sowie das Feuerwerk im Schlossgarten.
Die Fasnet wird in Tettnang nach schwäbisch-alemannischer Tradition gefeiert. Diese entstand in Tettnang im 19. Jahrhundert. Um das Jahr 1836 sind erste Maskenbälle nachgewiesen. Gegen Ende des Jahrhunderts entstand die Narrenzunft „Narrhalla“, die den ersten Umzug organisierte. Ihr Ruf lautete schon damals „Montfort – Jehu“. Nachdem die Fasnet während des Ersten Weltkrieges ruhte, entstand in den Zwischenkriegsjahren die heute noch existierende Figur des Hopfennarren. Es dauerte jedoch bis 1953, als erstmals eine Gruppe von Hopfennarren am Gumpigen Donnerstag auftrat. Der Hopfennarr trägt ein mit Hopfen und Blättern bemaltes Häs, an dem kleine Glöckchen befestigt sind, sowie eine Holzmaske. Sein Attribut ist ein Holzstab mit Schellenkranz. 1954 zog der Hopfennarr, zwangsläufig, dem Brauch folgend, die Hopfensau nach sich. Wie der Hopfennarr trägt auch die Hopfensau ein aus Hose, Jacke und Maskentuch bestehendes, mit Hopfenblättern und -ranken verziertes Gewand. Die Einzelmaske zeigt einen Saukopf. 1959 entstand gleichzeitig mit der Umbenennung der Narrhalla in die „Narrenzunft Tettnang“ die Rote Spinne, die an ihrer insektenartigen roten Maske sowie ihrem roten Schirm zu erkennen ist. Die Narrenzunft Tettnang trat 1965 der Vereinigung Schwäbisch-Alemannischer Narrenzünfte bei. Weitere Figuren der Tettnanger Fasnet sind der Gätterlet mit einem karierten Häs und der Gickeler, der ein einfaches Hahnenkostüm trägt. Ferner gibt es die Weiberfasnet und den Narrenumzug am Fasnetsdienstag. Für die musikalische Umrahmung sorgt der Fanfarenzug Montfort Tettnang.
Das Tettnanger Bähnlesfest fand zum ersten Mal im Mai 1976 statt. Anlass war die Einstellung des Bahnbetriebs von Tettnang nach Meckenbeuren. Seither wird das Fest jährlich am zweiten Sonntag im September von verschiedenen Vereinen, Musikkapellen und der Stadtverwaltung veranstaltet. Das Festgelände erstreckt sich zwischen Lindauer Straße und dem Neuen Schloss. Zu den Attraktionen gehören neben Livemusik u. a. ein Flohmarkt, eine Motorradbahn, eine Mini-Dampf- sowie eine Western-Eisenbahn (großteils auf der Rasenfläche im unteren Schlosspark).

### Geowanderweg
Der Geowanderweg Tettnang ist ein geologischer Lehrpfad im Tettnanger Wald, der im Juni 2008 eingeweiht wurde. An zehn Stationen werden dem Wanderer interessante Einblicke in die geologischen Schichten des Tettnanger Waldes gezeigt. Der Weg ist Teil des Oberschwäbischen Geoinformationsnetzwerks.

### Naturdenkmäler und Geotope
- Der Drumlin Brünnensweiler Höhe ist ein im Quartär entstandener, rund 700 Meter langer und 300 Meter breiter Grundmoränenhügel westlich von Brünnensweiler. Die Erhebung erreicht eine Höhe von 587 m ü. NN und überragt damit seine Umgebung um etwa 35 Meter.

### Hopfensauparade

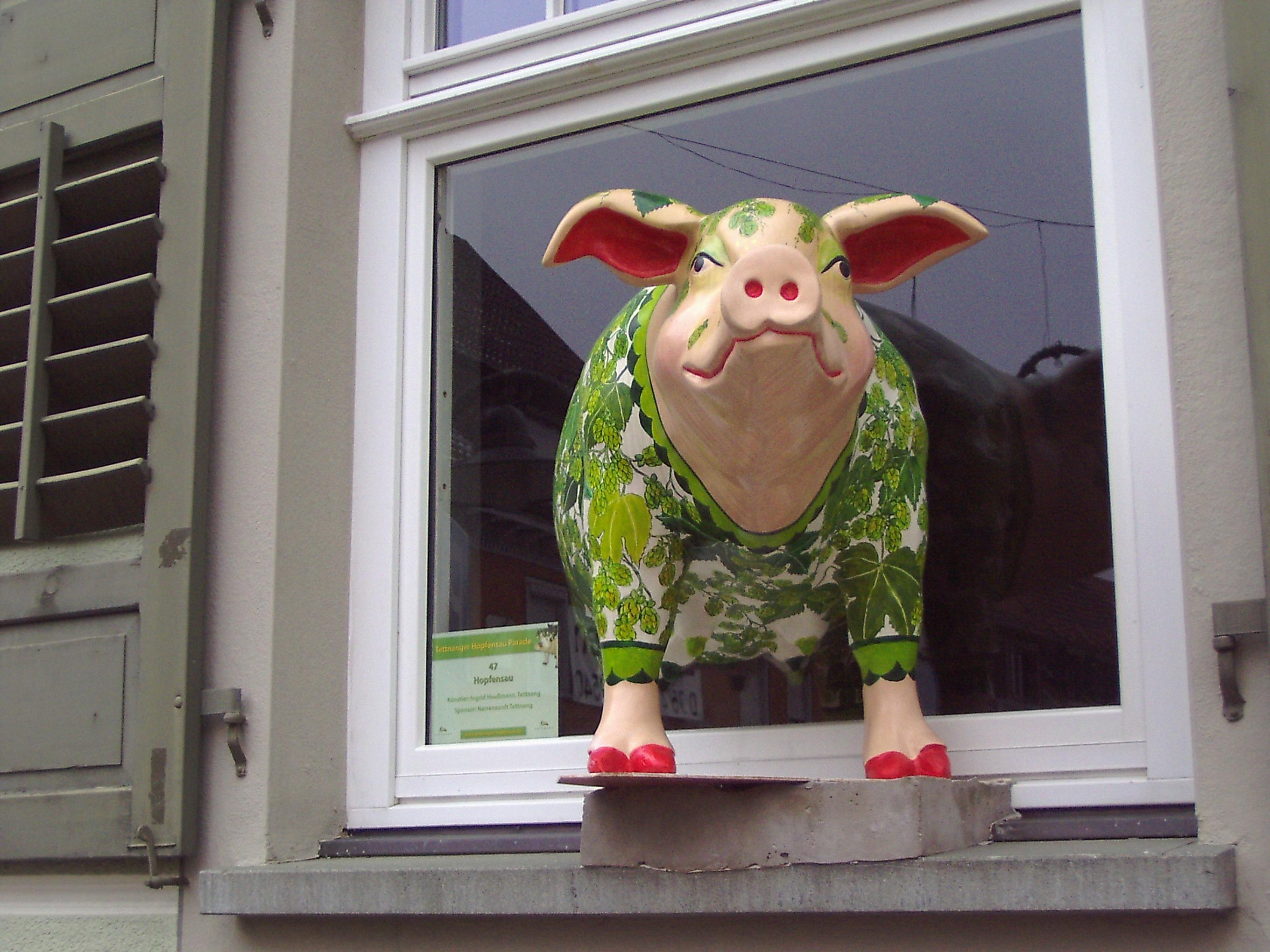
Hopfensau-Skulptur in der Tettnanger Altstadt

2006 wurde in Zusammenarbeit der Stadt Tettnang mit dem Hopfenpflanzerverband und dem Hopfenmuseum eine Hopfensau-Parade durchgeführt. Zum 5. Hopfenwandertag belebten 93 lebensgroße und zum Teil von ortsansässigen Künstlern individuell gestaltete Hopfensäue aus glasfaserverstärktem Kunststoff den Tettnanger Hopfenpfad, später auch Straßen und Plätze im Stadtgebiet. Aus den 30 Kilogramm schweren Rohlingen entstanden Skulpturen wie zum Beispiel die Obelix-Sau, der dicke Waldemar und das Stromerle. Diese Tierparade erinnert an den Brauch, jene Hopfenpflückerin als Hopfensau zu feiern, die die letzte Hopfenranke des Jahres abpflückt.

### Sonstiges
In der Umgebung von Tettnang wurde 1956 der Spielfilm Heiße Ernte gedreht. In den Hauptrollen waren Edith Mill und Erik Schumann zu sehen, Regie führte Hans H. König.

## Persönlichkeiten

### Ehrenbürger
Seit 1835 wurde die Ehrenbürgerschaft der Stadt Tettnang neun Mal vergeben:
- 1835: Johann Friedrich von Klemm (1793–1858), Oberamtmann und Landtagsabgeordneter
- 1869: Israel Friedrich Wirth (1806–1883), Hopfenpionier; lebte von 1866 bis 1882 in Tettnang
- 1887: Albert Moll (1817–1895), Arzt und Historiker
- 1897: Josef Lorinser (1842–1925), Seelsorger und Lehrer
- 1956: Gustav Rosenhauer (1876–1958), Kaufmann
- 1974: Alex Frick (1901–1991), Zahnarzt und Historiker
- 1982: Rudolf Gnädinger (1912–1992), Bürgermeister
- 2004: Franz Huchler (* 1937), Vorstand des Kreisbauernverbandes Tettnang
- 2010: Verena Bentele (* 1982), Skilangläuferin und Biathletin, mehrmalige Goldmedaillengewinnerin der Paralympics[27]

### Söhne und Töchter der Stadt
- Georg Müller OSB († 1556), Abt, Reichsabtei Ochsenhausen
- Anton III. von Montfort (1670–1733), Graf zu Tettnang und Langenargen
- Anton IV. von Montfort (1723–1787), General, letzter männlicher Vertreter des Adelsgeschlechts Montfort
- Franz Xaver Bucher (1743–unbekannt), deutsch-ungarischer Maler
- Meingosus Gaelle (1752–1816), katholischer Theologe, Physiker und Kirchenmusiker
- Franz Xaver Biegger (1801–1839), Mitglied der Württembergischen Landstände (Zweite Kammer) im Vergeblichen Landtag von 1833
- Fidelis Bentele (1830–1901), Maler
- Caspar Bueble (1830–1918), Kaufmann, Landtagsabgeordneter
- Hermann Ochsenreiter (1846–1922), Apotheker
- Georg Locher (1857–1951), Politiker (Zentrum)
- Karl Egli (1865–1925), Generalstabsoffizier
- Emmanuel Munding (1882–1960), Benediktiner
- Fritz Rahn (1891–1964), Pädagoge, Spracherzieher und Mundartforscher
- Julius Bahle (1903–1986), Psychologe, Musikwissenschaftler und Psychotherapeut
- Josefine Kramer (1906–1994), deutsch-schweizerische Psychologin und Heilpädagogin
- Arnold Renz (1911–1986), geboren in Hiltensweiler, Pater, bekannt durch seinen Exorzismus an Anneliese Michel
- Wilhelm Tauscher (1913–unbekannt), Landrat
- Josef Hermann Bernhard (1925–2020), Informatiker und Kybernetiker
- Ulrich Heinrich (1939–2007), FDP-Politiker, Mitglied des Deutschen Bundestages (1987–2005)
- Jürgen Gebhard (* 1940), Schweizer Fledermausforscher
- Karl Heinrich Welte (* 1942), Professor für Kinderheilkunde und Krebsforscher
- Dieter Dennig (* 1946), Neurologe und Epileptologe
- Walter Brehm (* 1948), Sportwissenschaftler
- Valentin Gramlich (* 1948), Staatssekretär im Kultusministerium des Landes Sachsen-Anhalt
- Winfried Brugger (1950–2010), Rechtswissenschaftler
- Frieder Schömezler (* 1952), Fußballspieler und -trainer
- Kaspar Heidelbach (* 1954), Regisseur
- Rolf-Dieter Klein (* 1957), Ingenieur und Programmierer
- Christoph Pliet (1962–2025), Brigadegeneral
- Robert Gührer (1963–2004), Motorrad-Bahnrennfahrer
- Oliver Geisselhart (* 1967), Autor und Gedächtnistrainer
- Stephan-Max Wirth (* 1968), Jazzmusiker, Komponist und Produzent
- Juliane Banse (* 1969), Sopranistin, Opernsängerin
- Dirk-Boris Rödel (* 1969), Journalist und Sachbuchautor
- Tanja Jonak (* 1970), Schlagersängerin
- Jens Loh (* 1971), Jazzmusiker
- Roman Schafnitzel (* 1971), Autor und Pädagoge
- Oliver Rabe (* 1972), Landespfleger und politischer Beamter
- Ralf Leberer (* 1973), Leichtathlet
- Wolfgang Taube (* 1975), Sportwissenschaftler
- Markus Huff (* 1976), Psychologe und Hochschullehrer
- Hansjörg Nessensohn (* 1976), Schriftsteller und Drehbuchautor
- Sascha Rösler (* 1977), Fußballspieler
- Karsten Hochapfel (* 1978), Jazzmusiker
- Stefanie Suren (* 1978), Journalistin und Fernsehmoderatorin
- Michael Jörg (* 1979), Kameramann
- Matthias Schrade (* 1979), Unternehmer und Politiker (Piratenpartei)
- Kathrin Landa (* 1980), Malerin
- Nela Panghy-Lee (* 1980), Fernsehmoderatorin
- Christian Natterer (* 1981), Politiker (CDU), Bundestagsabgeordneter
- Christoph Krönke (* 1983), Rechtswissenschaftler
- Mathias Grasel (* 1984), Rechtsanwalt
- Thiemo Storz (* 1991), Automobilrennfahrer
- Valentin Rapp (* 1992), Squashspieler
- Gregor Traber (* 1992), Leichtathlet
- Marco Mathis (* 1994), Radsportler
- Sarah Sprinz (* 1996), Schriftstellerin
- Linda König (* 1998), Drehbuchautorin und Schauspielerin
- Giulia Gwinn (* 1999), Fußballspielerin

### Weitere Persönlichkeiten mit Verbindungen zu Tettnang
- Arnold von Hiltensweiler (11. Jahrhundert–nach 1127), Adliger, Gründer des Klosters Hiltensweiler (heutiger Stadtteil von Tettnang)
- Anton III. von Montfort (1670–1733), war Graf zu Tettnang und Langenargen
- Michael von Jung (1781–1858), Pfarrer und Dichter von Grabliedern, lebte im Alter als Kaplan in Tettnang
- Adolf Aich (1824–1909), Gründer der Stiftung Liebenau, Kaplan in Tettnang
- Arnold Ulitz (1888–1971), Schriftsteller
- Eduard Adorno (1920–2000), Gutsbesitzer und Politiker (CDU)
- Ivan Shekov (* 1942), Komponist und Konzertpianist
- Thom Barth (* 1951), Maler, Grafiker und Installationskünstler
- Antje von Dewitz (* 1972), Unternehmerin

## Trivia
Die zweite Version des Linux-Betriebssystems Fedora trug den Namen „Tettnang“ in Anlehnung an den Tettnanger Hopfen. Der Veröffentlichung ging der bierbezogene Name „Yarrow“ (engl. für Schafgarbe, ein früher Ersatz für Hopfen) voraus, die nachfolgende Version wurde mit dem Namen „Heidelberg“ veröffentlicht.